# Francesco d'Altobianco Alberti
Francesco d'Altobianco Alberti (Firenze, 14 giugno 1401 – Firenze, 6 giugno 1479) è stato un banchiere e poeta italiano.

## Biografia
Membro minore dell'illustre famiglia Alberti, svolse l'attività di banchiere e, impoveritosi, produsse poesie d'amore.
Era figlio di Altobianco Alberti. Questi nel 1401 prese parte alla congiura contro Rinaldo Gianfigliazzi, e a seguito di questa rischiò di perdere la vita. La condanna gli fu tramutata, per i meriti della sua famiglia, in un esilio trentennale di almeno 30 miglia fuori da Firenze. Fu confinato assieme ai suoi fratelli Antonio, Calcidonio e Diamante. Gli altri membri della famiglia di età inferiore ai 16 anni furono invece condannati ad un esilio decennale di almeno 100 miglia lontano dalla città. Sembra che fra questi ultimi ci fosse anche Francesco d'Altobianco Alberti. Terminato il periodo di confino Francesco tornò a Firenze.
Faceva parte della schiera di intellettuali gravitanti attorno a Giovanni di Cosimo de' Medici.
È ricordato, anche, per aver partecipato nel 1441 al Certame coronario e per aver scritto rime burlesche, sonetti e ballate.